# Pietà de Montefiore

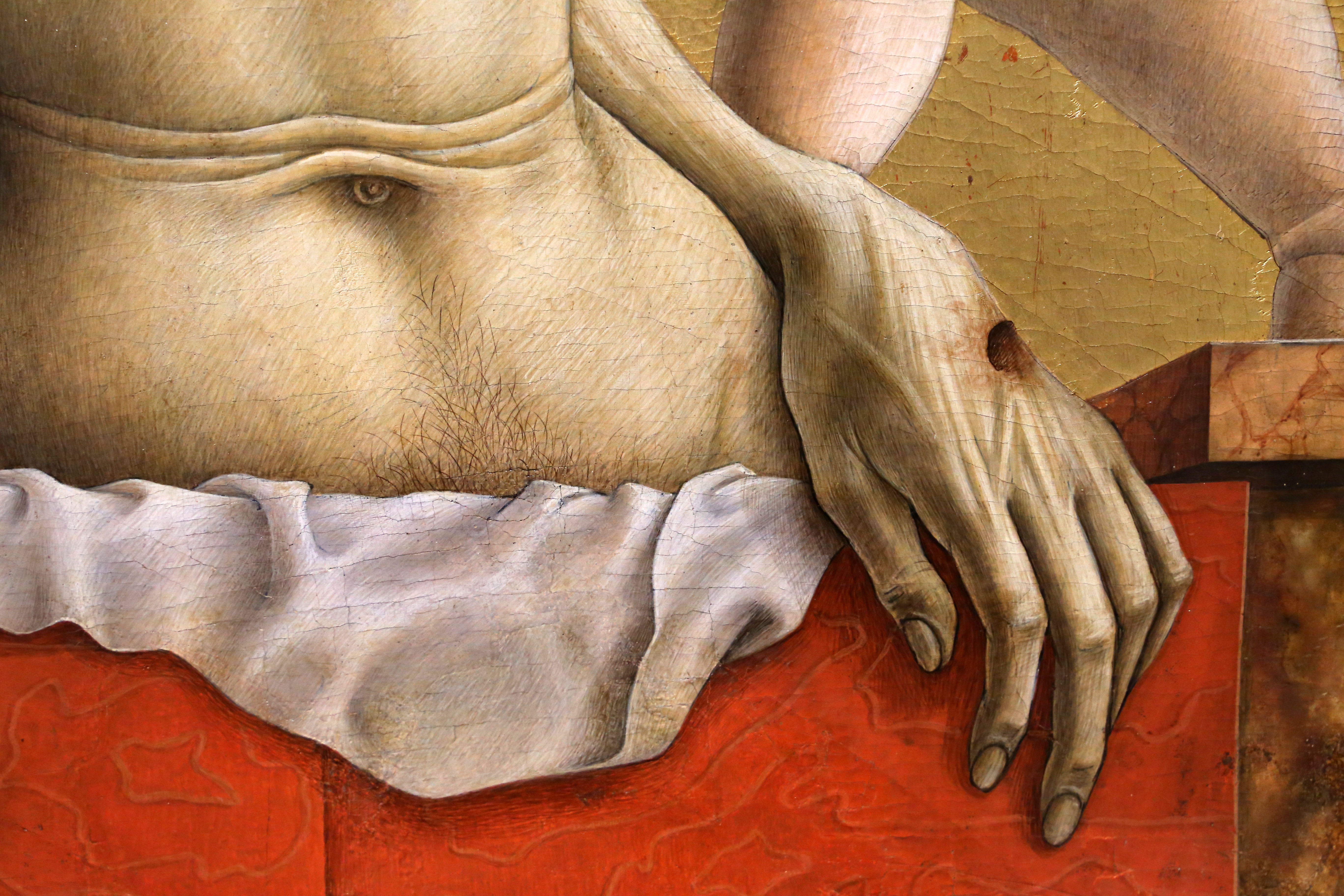
Détail - Stigmate de la main droite et linceul sur le rebord du cadre.

La Pietà de Montefiore est une peinture à la détrempe et à l'or sur bois (72,5 × 55,5 cm) de Carlo Crivelli, datable vers 1471 et conservée à la National Gallery de Londres. C'est la partie centrale du registre supérieur des cuspides du polyptyque démembré de Montefiore dell'Aso. Il est signé CAROLUS CRIVELLUS VENETUS PINXIT.

## Histoire
Le polyptyque, qui se trouvait autrefois dans l'église San Francesco de Montefiore dell'Aso, a été démembré au XIXe siècle et, à l'exception des compartiments restés à Montefiore (Triptyque de Montefiore), est passé à l'antiquaire romain Vallati en 1858 et dispersé en diverses collections et musées. La Pietà a été achetée en 1862 par le musée de Londres en 1859.

## Description et style
La Pietà de Montefiore, malgré sa taille relativement petite, se distingue par le rendu de son drame et de sa composition, suspendue entre le réalisme brut de certains détails comme les blessures du Christ et le sentiment de mort véhiculé par la pose du corps et l'élégance idéalisée d'autres comme la pose des anges et la sérénité du visage du Christ.
« Le Christ mort entouré de deux anges » (Pietà en italien), représentation dite du Christ en « Homme de douleurs », reprenant un schéma dérivé de Donatello et de l'école padouane, s'élève du tombeau dans une pose en demi-hauteur, soutenu par deux petits anges debout sur des dalles posées sur la pierre du tombeau ; l'un tient son bras gauche et se retourne, l'autre tient sa main droite et le dos, en posant son petit visage triste sur l'épaule de Jésus, avec un geste d'une grande douceur, accentué par le retournement vers lui du visage du Christ. La douceur des expressions et le rendu de certains détails, comme la barbe et les cheveux doux du Sauveur, se heurtent à la main levée et ratatinée, abandonnée à son poids par l'effet de la mort et transpercée par une cicatrice du stigmate bien visible de crucifixion. Même les doux plis du ventre, d'un réalisme saisissant grâce à un rendu graphique peu nuancé, rappellent l'idée de l'abandon du corps sans vie. Il s'agit certainement d'une réflexion sur le thème franciscain de l'identification du dévot au Christ et à sa souffrance.
La dérivation de certains détails se réfèrent à Andrea Mantegna, comme la physionomie des anges, la recherche de la perspective des dalles sur lesquelles ils reposent et la façon de « sculpter » la draperie avec des ombres et des lumières qui rappellent la consistance de la pierre plutôt que du tissu. La tentative de percer l'espace peint est également typique, en plaçant des éléments, dans ce cas une bande de linceul et la main gauche de Jésus, au-delà de la limite inférieure du bord du tombeau. 
La Pietà de Montefiore de Crivelli n'est pas un aboutissement décisif des expériences développées à Padoue, pour l'abandon réaliste du corps du Christ, pour le rythme symétrique et varié, pour la qualité de chaque détail, pour l'émotivité suspendue, chargée de sentiments poignants même sans recourir à une représentation explicite et violente de la douleur à la manière de Donatello.

« Homme de douleurs » chez d'autres peintres
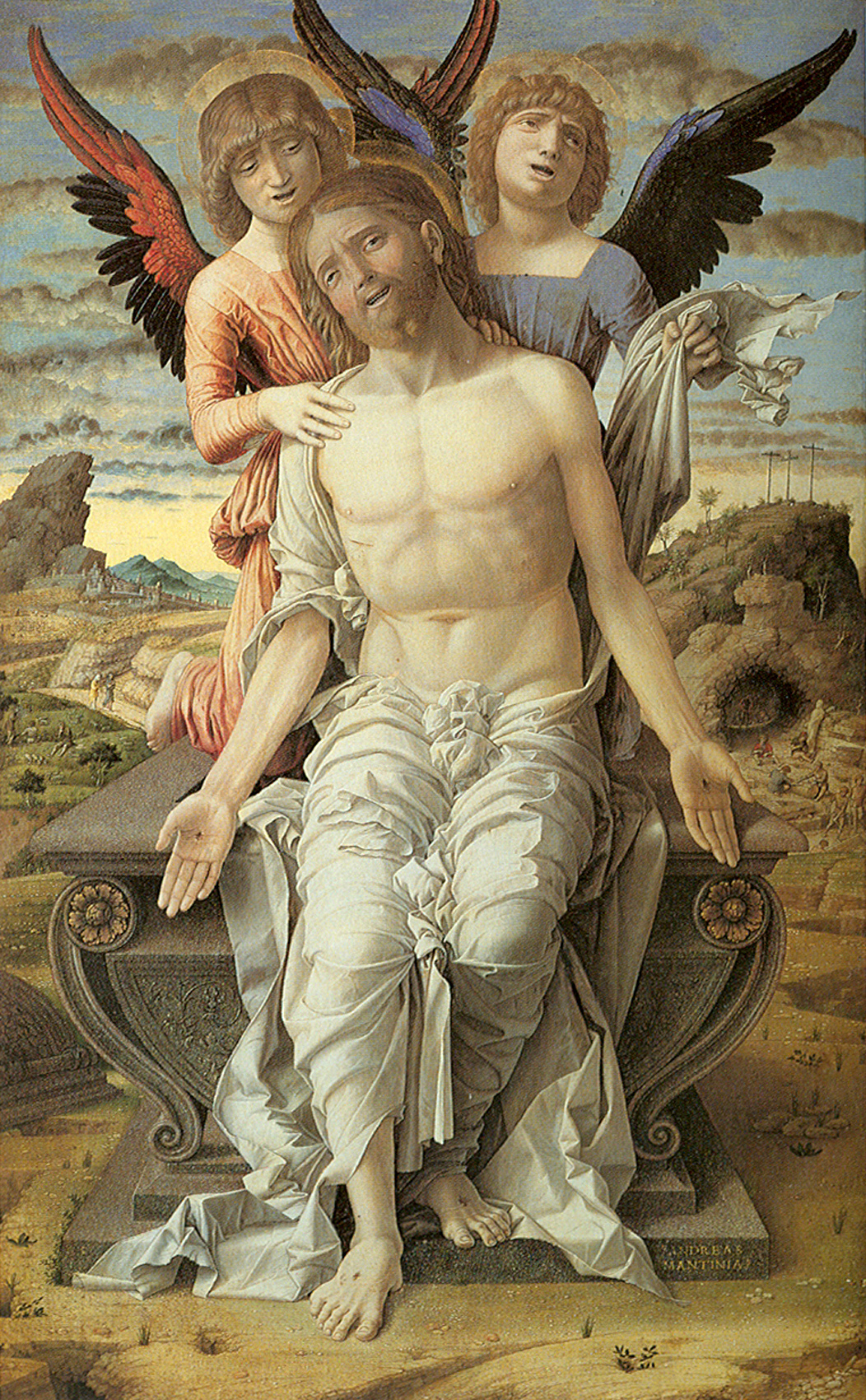
Andrea Mantegna Christ mort soutenu par deux anges, 1489, 83 × 51 cm Copenhague, Statens Museum for Kunst.
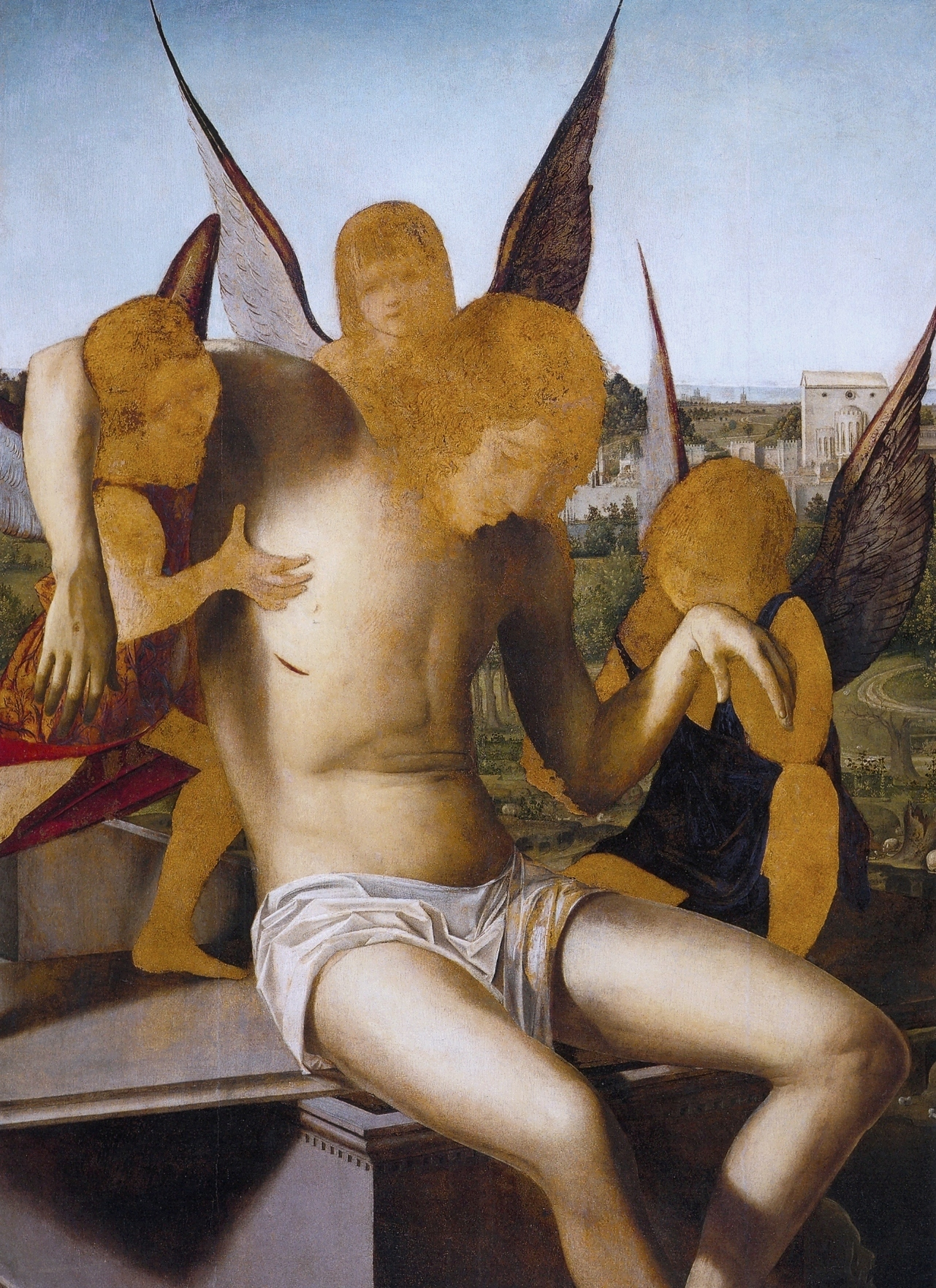
Antonello de Messine - Pietà aux trois anges, 1475, huile sur bois, 117 × 85 cm Venise, Museo Correr.
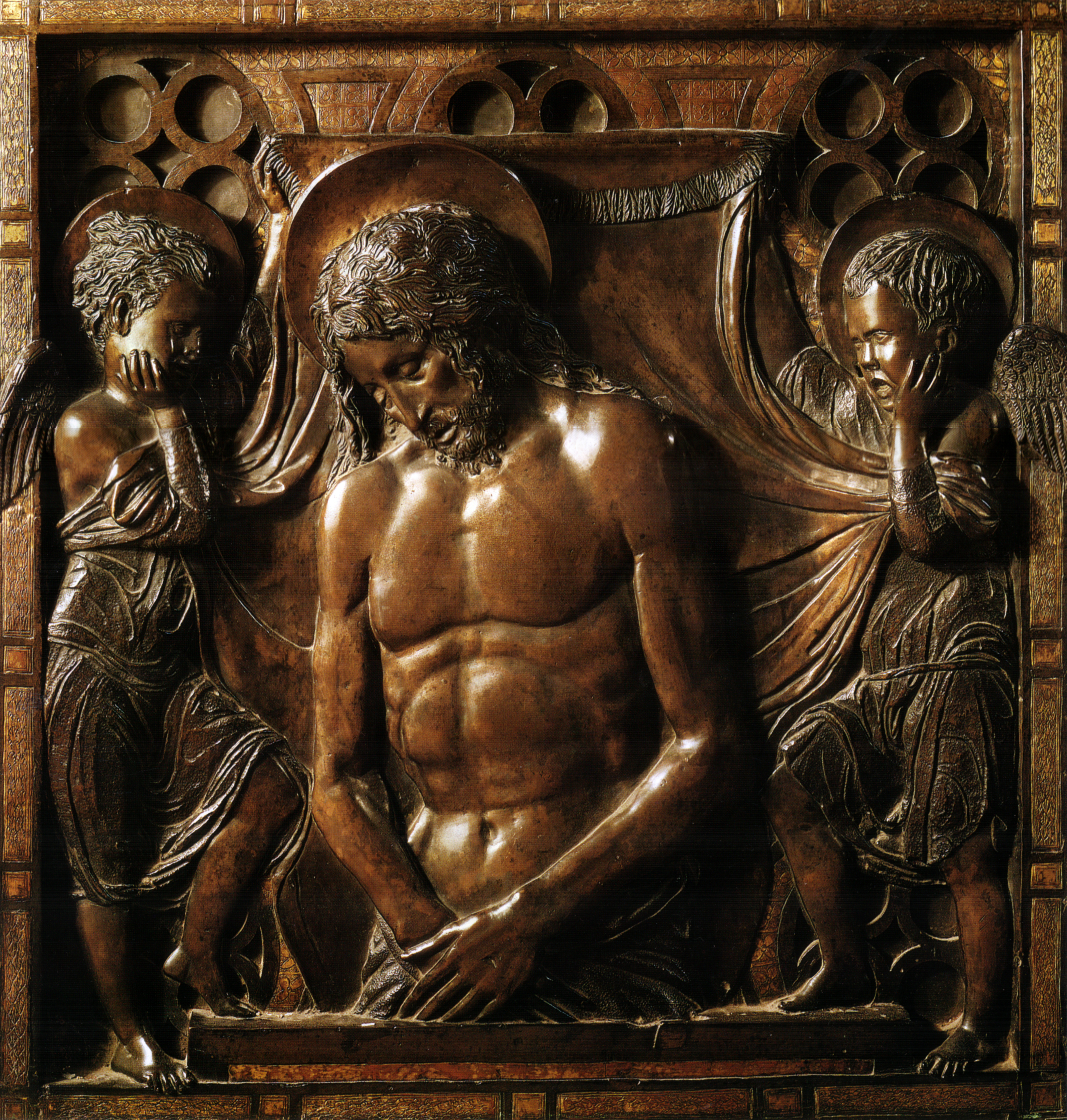
Donatello, Christ mort, avant 1453, Basilique Saint-Antoine de Padoue.
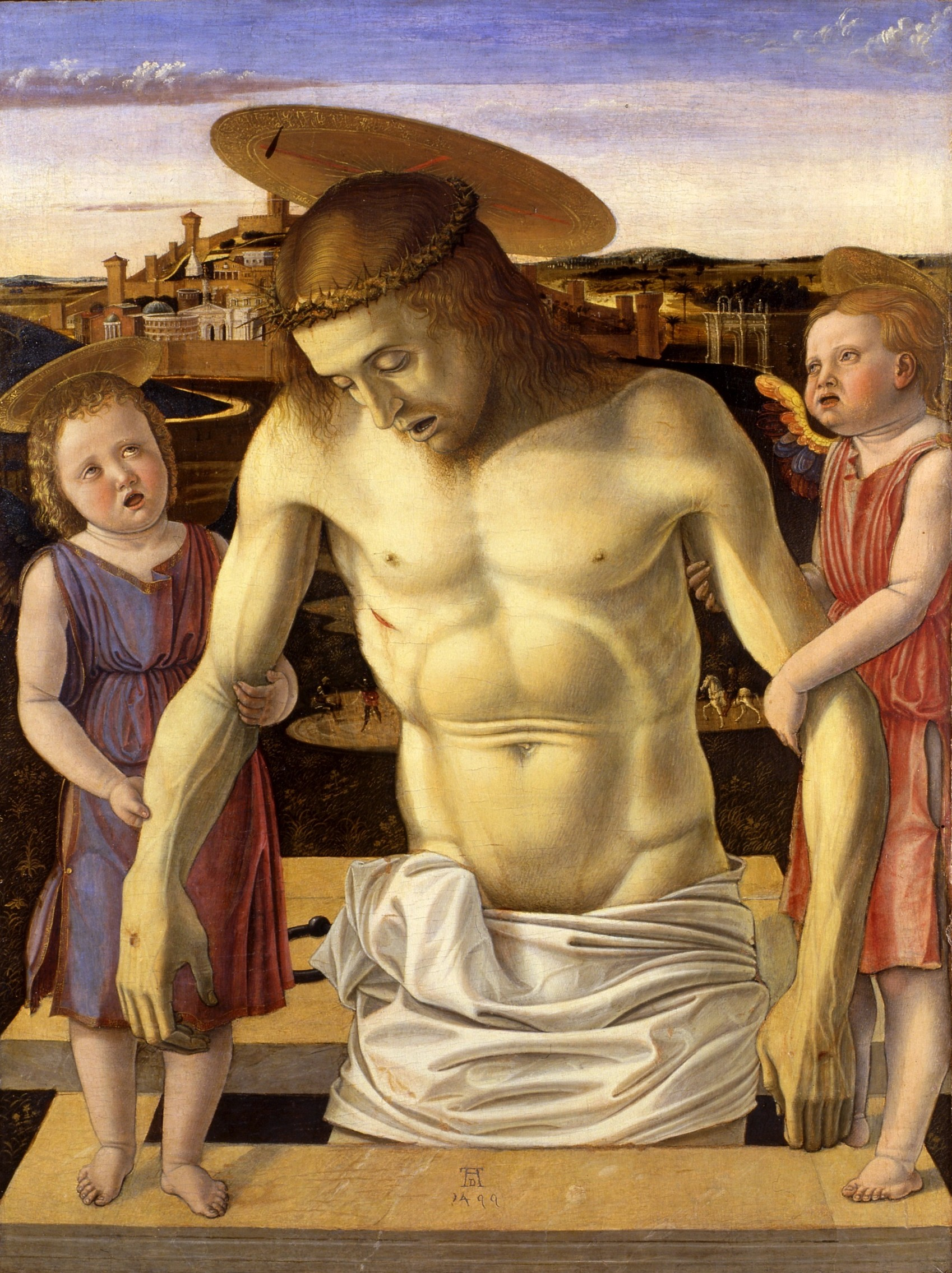
Giovanni Bellini, Christ mort soutenu par deux anges, vers 1460, Museo Correr, Venise.

## Source de traduction
- (it) Cet article est partiellement ou en totalité issu de l’article de Wikipédia en italien intitulé « Pietà di Montefiore » (voir la liste des auteurs).